# Paruraecha acutipennis
Paruraecha acutipennis är en skalbaggsart som först beskrevs av J. Linsley Gressitt 1942.  Paruraecha acutipennis ingår i släktet Paruraecha och familjen långhorningar. Inga underarter finns listade i Catalogue of Life.